# Доронин, Владимир Павлович
Владимир Павлович Доронин (род. 1948) — ведущий научный сотрудник Института проблем переработки углеводородов СО РАН, кандидат технических наук, лауреат премии Правительства РФ в области науки и техники.

## Биография
Владимир Павлович Доронин родился 3 октября 1948 года в рабочем поселке Мундыбаш (на территории современного Таштагольского района) Кемеровской области в семье металлурга.
В 1966 году поступил на химико-технологический факультет Томского политехнического института по специальности «Процессы и аппараты химических производств и химическая кибернетика». В январе 1971 года был направлен в Институт катализа СО АН СССР на преддипломную практику. Во время предзащиты дипломной работы в мае 1971 года на семинаре отдела математического моделирования получил приглашение М. Г. Слинько поступить в аспирантуру Института катализа.
Был зачислен в аспирантуру Института катализа приказом от 3 октября 1971 года. В ноябре того же года на ученом совете Института катализа была утверждена тематика, основным направлением исследований которой являлось увеличение коэффициента межфазного массообмена в организованном кипящем слое. Ученый совет ИК во главе с академиком Г. К. Боресковым утвердил чл.-корр. АН СССР М. Г. Слинько и к.х.н. В. С. Шеплева руководителями аспирантской работы. В феврале 1978 года в Институте теоретических проблем химической технологии АН Азербайджанской ССР была успешно защищена диссертация «Математическое моделирование экзотермических процессов в кипящем слое и восходящем потоке катализатора».
В 1976‒1977 по предложению Президиума СО АН СССР велись переговоры с Омским обкомом КПСС о создании в Омске нескольких академических подразделений. Они успешно были завершены в 1978 году. В этом году В. П. Доронин получил от заместителя директора ИК д.х.н. Ю. И. Ермакова предложение о переезде в Омск. Во главе с к.х.н. Дуплякиным В. К. был сформирован коллектив будущей лаборатории каталитических превращений углеводородов. Решение Президиума СО АН СССР о лаборатории ИК вышло 1 ноября 1978 года. Доронин переехал в Омск и с сентября 1978 года начал работать в должности старшего научного сотрудника.
С 1983 года с приходом в Омский отдел ИК выпускницы ОмГУ Т. П. Сорокиной по предложению В. К. Дуплякина была взята в разработку тематика, посвященная синтезу цеолитов типа A, X, Y.
В 2015 году руководством компании «Газпром нефть» было принято решение построить новое производство катализаторов крекинга мощностью 15 тыс. тонн в год по технологии ИППУ СО РАН. Коллективом ИППУ СО РАН под руководством В. П. Доронина были разработаны исходные данные на проектирование нового производства и проводится его сопровождение. Начато строительство нового катализаторного завода новой компании ООО «Газпромнефть ‒ Каталитические системы».
С 2016 г. Доронин является заведующим лабораторией цеолитного катализа Института проблем переработки углеводородов СО РАН в г. Омск.
Премия Правительства Российской Федерации в области науки и техники «За разработку, внедрение и использование высокоэффективных катализаторов крекинга», премия ПАО «Газпром» в области науки и техники «За разработку, внедрение и использование катализаторов крекинга с низким содержанием РЗЭ и бицеолитных систем»
Владимир Павлович является автором более ста научных публикаций, индексируемых Scopus, Web of science, РИНЦ а также автором патентов на изобретения.